# Herbert Gericke
Herbert Gericke (* 1. Mai 1895 in Münder am Deister; † 1978) war ein deutscher Kunsthistoriker.
Am Viktoria-Gymnasium (dem heutigen Helmholtz-Gymnasium) in Potsdam war Gericke Klassenkamerad und Freund des Pianisten Wilhelm Kempff. Nach dem Studium war Gericke Professor an den Vereinigten Staatsschulen für freie und angewandte Kunst in Berlin. Er war mit Erika (geborene Kunheim, 1905–1986), der Enkeltochter Eduard Arnholds, verheiratet. 1927 wurde er Direktor der von Arnhold begründeten Villa Massimo in Rom. Aus politischen Gründen wurde er 1938 abgesetzt und durch Fred. C. Willis ersetzt. 1956 wurde er erneut in das Amt berufen und blieb dort bis 1965. Ihm folgte seine Tochter Elisabeth Wolken als Leiterin der Villa Massimo von 1965 bis 1993.

## Publikationen (Auswahl)
Als Herausgeber
- Deutsche Akademie Villa Massimo Jahresausstellung. Rom 1963.
- Deutsche Akademie Villa Massimo Jahresausstellung. Rom 1964.
- Deutsche Akademie Villa Massimo Jahresausstellung. Rom 1965.